# Solovej-Solovuško
Solovej-Solovuško (Соловей-Соловушко) è un film del 1936 diretto da Nikolaj Vladimirovič Ėkk.